# Olympische Jugend-Winterspiele 2016/Teilnehmer (Portugal)
| Gelbes Symbol für Goldmedaillen mit stilisierten Olympischen Ringen | Graues Symbol für Silbermedaillen mit stilisierten Olympischen Ringen | Braundes Symbol für Bronzemedaillen mit stilisierten Olympischen Ringen |
| ------------------------------------------------------------------- | --------------------------------------------------------------------- | ----------------------------------------------------------------------- |
| —                                                                   | —                                                                     | —                                                                       |

Portugal nahm an den Olympischen Jugend-Winterspielen 2016 im norwegischen Lillehammer mit zwei Athleten in einer Sportart teil.

## Sportarten

### Ski Alpin
| Jungen         |              |             |     |                    |                    |                    |                    |
| Andrea Bugnone | Super-G      |             |     |                    |                    | 1:14,47 min        | 31                 |
| Andrea Bugnone | Riesenslalom | DNF         | DNF | nicht qualifiziert | nicht qualifiziert | nicht qualifiziert | nicht qualifiziert |
| Andrea Bugnone | Slalom       | 54,53 s     | 31  | 53,34 s            | 26                 | 1:47,87 min        | 27                 |
| Andrea Bugnone | Kombination  | 1:14,47 min | 27  | 43,74 s            | 21                 | 1:58,21 min        | 21                 |
| Mädchen        |              |             |     |                    |                    |                    |                    |
| Joana Lopes    | Riesenslalom | 1:42,50 min | 41  | 1:40,44 min        | 35                 | 3:22,94 min        | 35                 |
| Joana Lopes    | Slalom       | DNS         | DNS | nicht qualifiziert | nicht qualifiziert | nicht qualifiziert | nicht qualifiziert |